# Peone
Peone di solito si riferisce a una persona soggetta a peonage, vale a dire qualsiasi forma di lavoro salariato, sfruttamento finanziario, pratica economica coercitiva o politica in cui la vittima o un lavoratore ha scarso controllo sull'occupazione o sulle condizioni economiche. Peon e peonage possono riferirsi sia al periodo coloniale che al periodo postcoloniale dell'America Latina, così come al periodo iniziato dopo la fine della schiavitù negli Stati Uniti, quando furono approvati i "codici neri" per mantenere i liberti afroamericani come lavoratori attraverso altri mezzi.